# Caféiculture à Cuba
Le café a été cultivé à Cuba depuis le milieu du  XVIIIe siècle, mais sa culture a surtout été développée par les agriculteurs français fuyant la révolution en Haïti. À son pic de production, Cuba a exporté 20 000 tonnes de café par an au milieu des années 1950. Après la révolution cubaine et la nationalisation de l'industrie du café, la production de café a lentement commencé à diminuer jusqu'à devenir très faible lors de la Grande Récession. Au XXIe siècle, on estime que 92 % du café produit dans le pays est cultivé dans la région de la Sierra Maestra.

## Histoire
José Antonio Gelabert a introduit le café à Cuba, en 1748. En 1791, les colons français, fuyant l'abolition de l'esclavage au cours de la révolution haïtienne, ont présenté aux caféiculteurs de  à Cuba de meilleures méthodes de production du café. et ont créé des plantations de café dans l'est de l'île, illustrant une étape significative dans le développement de cette forme d'agriculture." En tant que tel, l'UNESCO a inscrit Santiago et Guantanamo au Patrimoine mondial depuis 2000.
Les exportations de café sont passées de zéro en 1789 à 10 000 tonnes en 1810, puis 20 000 dans les années 1820, le Brésil ne lui prenant sa place de leader mondial qu'en profitant de la très forte croissance économique mondiale des années 1830.

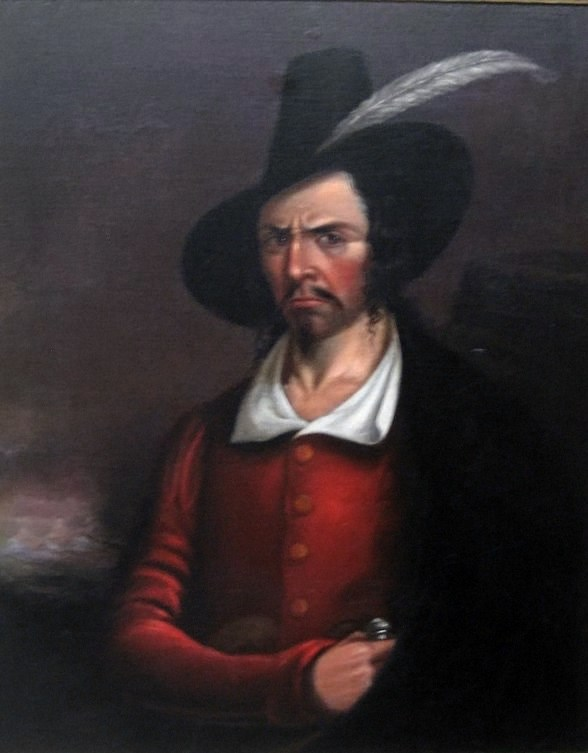
Portrait anonyme du début du XIXe siècle traditionnellement considéré comme représentant Jean Lafitte ; Rosenberg Library, Galveston

Cuba vit à son tour aussi une "révolution caféière": les exportations de café y sont passées de zéro en 1789 à 10 000 tonnes en 1810, puis 20 000 dans les années 1820.
Juan Bautista Vaillant Berthier régisseur espagnol de Santiago de Cuba à la fin du XVIIIe siècle organise l'arrivée des réfugiés français de Saint-Domingue à Cuba dans la partie orientale de l'île, alors peu habitée. La culture du café est fortement développée via un concours, annoncé par voie de presse dès le 12 mars 1796: Don Pablo Boloix, l'expert commis par le Royal Consulat Royal, visita tous les établissements et des cinq meilleures caféières qu'il distingua, trois étaient propriétés de Français.
Prudencio Casamayor fonde en 1800 la plus importante maison de négoce de café de la ville à Santiago de Cuba, qui devient un grand port d'exportation caféière, ainsi qu'une capitale de la piraterie des années 1800 dans la Caraïbe. Le recensement de 1800 dénombre 250 noms français de marins portant un prénom espagnol, dont un « Pedro Lafitta », alias Pierre Lafitte, frère du pirate français Jean Lafitte.
Les réfugiés français contribuent à une révolution du café à Cuba, sur les hauteurs de Santiago de Cuba, où on voit encore aujourd'hui les ruines imposantes de leurs caféières dans la Sierra Maestra. Une estimation de 1807, fait état de 192 exploitations caféières, qui emploient 1676 esclaves pour 4,3 millions de pieds de café. Avec 1 540 pieds à l'hectare, la densité de culture reste inférieure à celle de Saint-Domingue (2 000 pieds dans le quartier des Maheux). Les plantations de café françaises essaiment aussi vers la côte ouest, entre 1808 et 1810. Beaucoup d'immigrés français viennent alors du Sud-Ouest de la France, en particulier de Bordeaux. Ils s'implantent alors dans le secteur baptisé "Vuelta Abajo", dans la partie occidentale de Cuba, selon l'historien Bernard Lavallé. Ce succès est tellement éclatant qu'il déclenche les émeutes anti-françaises de mars 1809 à Cuba. Trois semaines après les troubles, le 11 avril, les autorités espagnoles décident l'expulsion des Français, surtout ceux de La Havane, et les citadins qui n'avaient pas de quoi se payer un voyage. Une "Junte de représailles" fut chargée de confisquer les biens des Français expulsés, mais les riches armateurs et planteurs de café de Santiago de Cuba y échappèrent.
| Quinquennats                            | 1804-1805 | 1806-1810 | 1811-1815 | 1816-1820 | 1821-1825 | 1826-1830 | 1831-1835 | 1836-1840 | 1841-1845 | 1846-1850 | 1851-1855 | 1856-1859 |
| Production cubaine (millions de livres) | 1,5       | 4,8       | 11,5      | 16        | 21,7      | 40        | 50,1      | 47        | 42,2      | 19,2      | 13,7      | 5,1       |

L'offre de café cubain croît de 13 % par an sur les deux premières décennies du XIXe siècle, puis accélère à +20 % par an sur les années 1820, avant de culminer lors de la première partie des années 1820, puis de décliner rapidement, divisée par trois en vingt ans, sous l'effet de trois phénomènes nouveaux:
- le Brésil devient leader mondial dès le début de la très forte croissance économique mondiale des années 1830[4].
- la chute des cours mondiaux du café.
- à partir des années 1820, le rythme d'importation des esclaves se ralentit à 8 000 par an, en raison des l'action de la Royal Navy britanniques contre les négriers en Afrique, alors que 100 000 étaient arrivés pour la seule période 1817-1820, soit 4 fois et demie plus que sur les trois décennies précédent 1792[11]. Lors de la guerre de 1812, 20.000 esclaves par an entrent aux États-Unis via une escale à Cuba, puis à l'île d'Amélia", un scandale qui force le président américain James Monroe à faire voter en 1818 une loi offrant une récompense à quiconque donne des informations permettant de faire saisir des navires négriers[12]. L'affaire suscite aussi la colère en Angleterre, qui finalise de traités internationaux dans les années 1820, incluant un "Droit de visite des navires étrangers". Cuba n'abolira l'esclavage qu'en 1886, mais le coût des esclaves augmente dès les années 1820.
- le passage des planteurs cubains au sucre: en 1827, un tiers de la population esclave cubaine travaille dans le café[13] et un quart dans le sucre, mais cette dernière culture l'emporte à partir de 1841[13]. Dans les vingt années qui suivent, la production sucrière de l'île quadruple.

| Moyenne annuelle       | 1841-1846 | 1855-1860 | 1862-1864 |
| Tonnes de sucre cubain | 148       | 266       | 500       |

Avant Fidel Castro, l'industrie du café a prospéré à Cuba. Au milieu des années 1950, Cuba a réalisé l'exportation de plus de 20 000 tonnes de café par an, en particulier vers les Pays-Bas et en Allemagne et le café cubain s'est vendu à des prix élevés sur les marchés mondiaux.
En 1962, les États-Unis ont imposé un embargo sur toutes les marchandises importées en provenance de Cuba, ce qui a endommagé les circuits commerciaux du café cubain. Selon la FAO, le nombre total d'hectares où le café vert est récolté à Cuba a baissé, passant 170 000 en 1961 à 28 000 en 2013.
L'effondrement de l'Union soviétique a provoqué elle aussi une chute importante de la production de café cubain, qui est passée de 440 000 sacs de café en 1989 à seulement 7 000 sacs au cours de 2007, avant de rebondir à entre 100 000  et   130 000 sacs par an en raison de l'investissement effectuée par le gouvernement dans de meilleurs équipements pour la production de café et de la hausse des prix du café.

## Types de Production

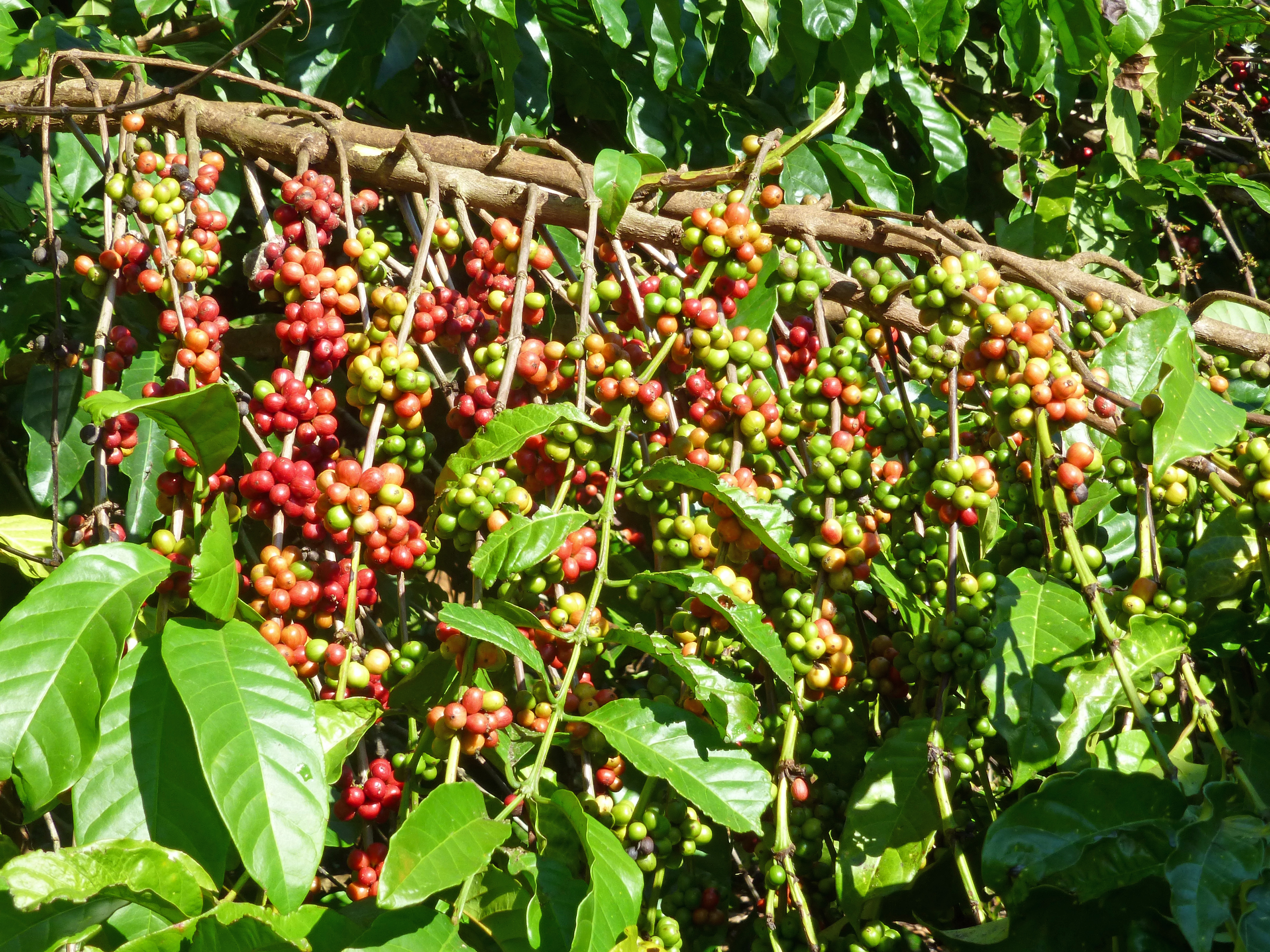
Les deux robusta (sur la photo) et de larabica sont produites à Cuba.

Au XXIe siècle, 92 % du café est cultivé dans les régions de la Sierra Maestra, en particulier sous le couvert forestier. La récolte du café fonctionne de septembre à janvier, mais les pics en octobre et en novembre.
L'île produit à la fois le l'arabica et du robusta, la majorité de la production provenant de petites exploitations caféières familiales. En 2003, Cuba a commencé à exporter du café biologique pour l'Europe et le Japon, avec plus de 4 000 hectares (9 884,21524 acre) certifié biologique. Centré dans la partie orientale de l'île, la région produit 93 000 tonnes de café biologique au prix de 40 % supérieur à la moyenne du café cubain.